# أحمد الكاشاني
أحمد الكاشاني (الفارسية: احمد کاشانی) هو سياسي إيراني. كان عضوًا في مجلس الشورى الإيراني من عام 1980 إلى عام 1986 م. وفي 5 تشرين الثاني 1986، على الرغم من أنه كان لا يزال عضوًا في مجلس الشورى، اعتقلته وزارة الاستخبارات والأمن الوطني وقضى عامين من حياته في السجن. سُجل كمرشح رئاسي في الانتخابات الرئاسية الإيرانية عام 2013. رفض مجلس صيانة الدستور ترشيحه.

## الحياة المبكرة والعائلة
وُلد في 23 كانون الأول 1947 م في طهران، في إيران .[بحاجة لمصدر] والده هو أبو القاسم الكاشاني، وهو رجل دين بارز من الشيعة الاثني عشرية ورئيس سابق لمجلس الشورى الإسلامي. وهو أيضًا الأخ الأصغر لمحمود الكاشاني.

## الحياة المهنية
وبحسب كتاب "التحالف الخائن" لتريتا فارسي، اضطر الكاشاني مع بداية الغزو العراقي لإيران وعدم قدرة الجنود الإيرانيين على صد الهجوم بسبب نقص الأسلحة لزيارة إسرائيل في أوائل عام 1980 لمناقشة مبيعات الأسلحة والتعاون العسكري فيما يتصل بمفاعل أوبرا النووي العراقي. وقد أدى هذا إلى إبرام صفقة أسلحة (شحنة من إطارات فانتوم إف 4 وأسلحة أخرى، وبداية عملية سي شيل) وأذن آية الله الخميني لأعداد كبيرة من اليهود الإيرانيين بمغادرة إيران إن أرادوا، بما في ذلك الآلاف الذين غادروا بالحافلات إلى باكستان ثم عن طريق الجو إلى النمسا، قبل التوجه إلى الولايات المتحدة أو إسرائيل. وقد سمّى تريتا فارسي الدبلوماسية الأمريكية والإسرائيلية بالماكرة، إذ إنها طبّقَت مبدأ الاحتواء المُزودج لضرب عدوّين لإسرائيل في بعضهما بأطول فترة ممكنة من خلال بيع السلاح للطرفين العراقي والإيراني.
كان الكاشاني نائبًا عن مدينة نطنز عندما كان واحدًا من بين العديد من الأشخاص الذين اُعتقلوا في عام 1986 بتهمة التآمر مع مهدي هاشمي. ولم يتم تقديم تفاصيل عن الروابط المزعومة مع هاشمي. وأُعدم هاشمي وشخص آخر، في حين عُفي عن الباقين، بمن فيهم الكاشاني، أو تلقوا أحكامًا أخرى. أُطلق سراح كاشاني بعد 28 شهرًا.